# The Knockout
The Knockout és una pel·lícula muda de la Keystone dirigida per Charles Avery o Mack Sennett i protagonitzada per Roscoe Arbuckle i Edgar Kennedy. És una de les poques pel·lícules per a la Keystone en les que Charles Chaplin té un paper secundari. La pel·lícula, de dues bobines, es va estrenar l'11 de juny de 1914.

## Argument
Dos rodamóns es fan passar per boxejadors per guanyar diners per menjar. Un d'ells afirma ser Cyclone Flynn, el campió de boxa. Mentrestant, Pug, un noi de poble fort i de bon cor, s’enfronta a diversos pinxos que molestaven la seva xicota. Impressionats, nois es reconcilien amb Pug i li proposen que lluiti contra el fals Cyclone Flynn. En el moment del combat apareix el veritable Cyclone Flynn que expulsa els rodamóns i es fa càrrec del compromís. Comença la baralla que ràpidament degenera en un caos, després que Pug roba els revòlvers d'un apostador i persegueix el campió del ring. Segueix una llarga seqüència de persecució que inclou els boxejadors, els espectadors, la xicota de Pug i els Keystone Kops.

## Repartiment
- Roscoe Arbuckle (Pug)
- Minta Durfee (xicota de Pug)
- Edgar Kennedy (Cyclone Flynn)
- Charles Chaplin (àrbitre)
- Frank Opperman (promotor del combat)
- Al St. John (rival de Pug)
- Hank Mann (pinxo)
- Mack Swain (apostador)
- Alice Howell
- George Summerville
- Charley Chase
- Mack Sennett
- Joe Bordeaux
- Keystone Cops

## Crítica
“The Knockout és una pel·lícula plana però a favor seu cal destacar que, a diferència d'altres curtmetratges de la Keystone, aquesta no és només un conjunt de gags que es succeeixen sinó que aquests venen motivats per la història desenvolupada. És la segona vegada que Fatty i Chaplin apareixen en una pel·lícula, quatre mesos després de fer-ho a “Tango Tangles” (1914). No és clar si el director fou Charles Avery o Mack Sennett i fins i tot algunes fonts han especulat que Arbuckle intervingué en la direcció i que la mà de Chaplin també es nota en l’escena del combat de boxa. Aquesta escena té un ritme ben diferent a la resta de la pel·lícula i prefigura “The Champion” (1915) i l’escena de boxa a “City Lights” (1931).